# 관사청부제
관사청부제(일본어: 官司請負制 칸시우케오이세이[*])란, 일본 고대사의 공가사회에서 특정 가문이 특정 관직을 세습하는 제도를 말한다.
헤이안시대 이후부터 여러 직책의 가업(家業)화가 진행되어, 이 추세가 중세까지 지속되었다. 이로 인해 대부분의 관직이 세습직이 되기에 이르렀으며 이를 직의 체계(職の体系)라고 불린다. 다만 공식적인 임명권은 어디까지나 조정에 있으므로, 중대한 잘못을 범한 경우 세습이 폐지되어 관직을 박탈당할 수 있었다.
관사청부제에서는 직책에 부수되는 급여(부속되는 소령[所領] 및 과세권한 등)가 경제적 권익으로서 수반되었다. 이로써 전국적으로 토지소유(장원・국아령)가 진행되었고, 고위직(과 거기 수반되는 토지권익)을 세습하는 대규모 세습가문은 권문(権門)이라 불리게 된다.
관사청부제라는 용어는 고중세 당대가 아니라, 1980년대 이후 사토 신이치・하시모토 요시히코 등의 학자들의 연구에서 정립된 것으로, 그 개념과 대상은 역사학자들 사이에 제설이 있다. 관사청부제가 지속된 하한을 중세 말로 볼지, 막말로 볼지 견해도 제각각이다.
관사청부제는 10세기에서 12세기 사이 율령국가가 무너지고 왕조국가로 이행되는 과정에서 성립된 것으로 여겨진다. 관사청부화가 처음으로 진행된 것은 학자 등 기능관인들이었다. 이들은 “제도의 자(諸道の者)”들이라고도 불렸고, 그 가문은 박사가(博士家)라고 불렸다. 여기서 도(道)라 함은 전문화된 기술학문을 말하는 것이며, 다음과 같은 가문들이 있었다.
- 기전도(역사학): 스가와라씨, 오오에씨, 후지와라 북가 히노류
- 명경도(유학): 나카하라씨, 히로스미류 키요하라씨
- 명법도(법학): 사카노우에씨, 나카하라씨
- 산도(수학): 오츠키씨
- 의도(의약학): 와케씨, 단바씨
- 역도(역법): 카모씨
- 천문도(점성학) 및 음양도: 아베씨

이들 박사가문들은 전문직으로서의 기능을 일족 내부적으로 독점하고, 다른 씨족 출신자들을 박사직으로부터 배제하여 박사직을 세습화하는 데 성공하였다. 그러자 사무직 실무관료 세계에서도 대대로 축적된 직무지식을 통해 관직 세습화에 성공한 집안이 등장했다. 태정관 국무(局務)를 차지한 키요하라씨와 나카하라씨, 태경관 관무(官務)를 차지한 오츠키씨 등이 그 전형이다. 이것은 율령제의 형해화로 인해 태정관을 정점으로 하는 관사(官司)간의 상하통속(統属)관계도 더불어 해체되고, 개개의 관사가 독립적으로 업무를 담당하게 됨으로써 가능해진 현상이다. 이 새로운 체제 하에서는 도달할 수 있는 지위・관직이 고착화되어 그보다 윗자리로 상승하는 것이 차단되지만, 고착화된 직급까지는 장래의 자손까지 보장받을 수 있으므로 공가사회에서 소외되어 가문이 몰락할 가능성을 감소시켜 주었다.
가마쿠라시대 이후에는 “제도의 자”들 이외의 가문들에도 관사청부의 풍조가 강해졌다. 예컨대 후지와라 북가 시죠류 야마시나가는 옷차림(装束)에 관한 지식을 세습하였고, 이에 따라 의복 조달 담당관사인 내장료에 딸린 소령과 징세권이 야마시나가의 가산으로서 간주되게 되었다. 유사 사례로 대취료・조주사를 장악한 나카하라씨, 좌경직을 지배한 후지와라 북가 카쥬지류 호조가 등이 있다. 그런데 이런 집안들의 경우 박사가들만큼의 고도전문지식이 필요한 직무가 아니었다. 또한 수익성이 높은 관사의 경우 그 직을 둘러싼 가문간의 싸움에 의해 직이 이전하는 경우도 있었고, 애초에 경제적으로 부유한 이에게 관사를 맡기는 역전현상도 발생했다. 때문에 야마나시가와 같은 경우를 박사가문들과 함께 관사청부제라고 인정하는 것이 타당한지에 관한 신중론도 있다.

## 참고 문헌
- 阿部猛「官司請負制」（『日本古代史事典』（朝倉書店、2005年） ISBN 978-4-254-53014-8）
- 本郷恵子「官司請負制」（『歴史学事典 13 所有と生産』（弘文堂、2006年） ISBN 978-4-335-21042-6）